# 453년

## 연호
- 유송(劉宋) 원가(元嘉) 30년 / 태초(太初) 원년
- 북위(北魏) 흥안(興安) 2년

## 기년
- 유송(劉宋) 문제(文帝) 30년 / 유소(劉劭) 원년
- 북위(北魏) 문성제(文成帝) 2년
- 신라(新羅) 눌지 마립간(訥祗麻立干) 37년
- 고구려(高句麗) 장수왕(長壽王) 41년
- 백제(百濟) 비유왕(毗有王) 27년